# Стивенс (округ, Канзас)
Сти́венс (англ. Stevens County) — округ в штате Канзас, США. Официально образован 3 августа 1886 года. По состоянию на 2020 год, численность населения составляла 5 250 человек. Получил своё название в честь американского государственного и политического деятеля Тадеуша Стивенса.

## География
По данным Бюро переписи США, общая площадь округа равняется 1 884,771 км2, из которых 1 884,305 км2 суша и 0,466 км2 или 0,020 % это водоёмы.

## Население
По данным переписи населения 2000 года в округе проживало 5 463 жителей в составе 1 988 домашних хозяйств и 1 457 семей. Плотность населения составляла 3,00 человек на км2. На территории округа насчитывалось 2 265 жилых строений, при плотности застройки около 1-ти строений на км2. Расовый состав населения: белые — 83,01 %, афроамериканцы — 0,93 %, коренные американцы (индейцы) — 0,93 %, азиаты — 0,24 %, гавайцы — 0,02 %, представители других рас — 13,25 %, представители двух или более рас — 1,61 %. Испаноязычные составляли 21,73 % населения независимо от расы.
В составе 38,80 % из общего числа домашних хозяйств проживают дети в возрасте до 18 лет, 63,10 % домашних хозяйств представляют собой супружеские пары проживающие вместе, 7,10 % домашних хозяйств представляют собой одиноких женщин без супруга, 26,70 % домашних хозяйств не имеют отношения к семьям, 24,30 % домашних хозяйств состоят из одного человека, 12,10 % домашних хозяйств состоят из престарелых (65 лет и старше), проживающих в одиночестве. Средний размер домашнего хозяйства составляет 2,72 человека, и средний размер семьи 3,27 человека.
Возрастной состав округа: 31,20 % моложе 18 лет, 8,30 % от 18 до 24, 27,80 % от 25 до 44, 19,40 % от 45 до 64 и 19,40 % от 65 и старше. Средний возраст жителя округа 34 лет. На каждые 100 женщин приходится 95,30 мужчин. На каждые 100 женщин старше 18 лет приходится 92,50 мужчин.
Средний доход на домохозяйство в округе составлял 41 830 USD, на семью — 49 063 USD. Среднестатистический заработок мужчины был 36 525 USD против 22 803 USD для женщины. Доход на душу населения составлял 17 814 USD. Около 8,30 % семей и 10,30 % общего населения находились ниже черты бедности, в том числе — 15,10 % молодёжи (тех, кому ещё не исполнилось 18 лет) и 4,70 % тех, кому было уже больше 65 лет.